# Число Капрекара
Число Капрекара для данной системы счисления — это неотрицательное  целое число, квадрат которого в этой системе можно разбить на две части, сумма которых даёт исходное число. Например, 45 является числом Капрекара, поскольку 452 = 2025 и 20 + 25 = 45. Числа Капрекара названы по имени Д. Р. Капрекара.

## Определение
Пусть X — это неотрицательное целое. X является числом Капрекара по основанию b, если существует неотрицательные числа n, A и положительное B, удовлетворяющие условиям:
X2 = Abn + B, где 0 < B < bn
X = A + B
Заметим, что X является также числом Капрекара по основанию bn для данного n. В более узком смысле мы можем определить множество K(N) для данного целого числа N как множество целых чисел X, для которых 
X2 = AN + B, где 0 < B < N
X = A + B
Каждое число Капрекара X по основанию b тогда попадает в одно из множеств K(b), K(b2), K(b3),….

## Примеры
297 является числом Капрекара по основанию 10, поскольку 2972 = 88209, которое можно разбить на 88 и 209 и 88 + 209 = 297. По соглашению, вторая часть может начинаться с 0, но не должна быть нулевой. Например, 999 является числом Капрекара по основанию 10, поскольку 9992 = 998001, которое можно разбить на 998 и 001, 998 + 001 = 999. А вот 100 числом Капрекара не является, хотя 1002 = 10000 и 100 + 00 = 100, вторая часть равна нулю.
Несколько первых чисел Капрекара по основанию 10:
1, 9, 45, 55, 99, 297, 703, 999, 2223, 2728, 4879, 4950, 5050, 7272, 7777, 9999, 17344, 22222, 77778, 82656, 95121, 99999, 142857, 148149, 181819, 187110, 208495, 318682, 329967, 351352, 356643, 390313, 461539, 466830, 499500, 500500, 533170, 538461, 609687, 643357, 648648, 670033, 681318, 791505, 812890, 818181, 851851, 857143, 961038, 994708, 999999, ...  (последовательность A006886 в OEIS)
В частности, 9, 99, 999… являются числами Капрекара. Более общо, для любого основания b существует бесконечно много чисел Капрекара, включая все числа вида bn − 1.

## Другие основания
По основанию 12 числа Капрекара равны
1, E, 56, 66, EE, 444, 778, EEE, 12XX, 1640, 2046, 2929, 3333, 4973, 5E60, 6060, 7249, 8889, 9293, 9E76, X580, X912, EEEE, 22223, 48730, 72392, 99999, EEEEE, 12E649, 16EX51, 1X1X1X, 222222, 22X54X, 26X952, 35186E, 39X39X, 404040, 4197X2, 450770, 5801E8, 5EE600, ...
По основанию 16 числа Капрекара равны
1, 6, A, F, 33, 55, 5B, 78, 88, AB, CD, FF, 15F, 334, 38E, 492, 4ED, 7E0, 820, B13, B6E, C72, CCC, EA1, FA5, FFF, 191A, 2A2B, 3C3C, 4444, 5556, 6667, 7F80, 8080, 9999, AAAA, BBBC, C3C4, D5D5, E6E6, FFFF, 1745E, 20EC2, 2ACAB, 2D02E, 30684, 3831F, 3E0F8, 42108, 47AE1, 55555, 62FCA, 689A3, 7278C, 76417, 7A427, 7FE00, 80200, 85BD9, 89AE5, 89BE9, 8D874, 9765D, 9D036, AAAAB, AF0B0, B851F, BDEF8, C1F08, C7CE1, CF97C, D5355,...

## Свойства
- В 2000-м году было показано[1], что числа Капрекара по основанию b являются биекцией с унитарными делителями[англ.] bn – 1 в следующем смысле. Пусть Inv(a,b) означает обратное числа a по модулю b, а именно наименьшее положительное целое число m, такое что am ≡ 1 (mod b). Тогда число X входит в множество K(N) (определённое выше) тогда и только тогда, когда X = d Inv(d, (N − 1)/d) для некоторого унитарного делителя d числа N − 1. В частности,
  - Для любого X  в K(N),   N − X  содержится в K(N).
  - В двоичной системе все чётные совершенные числа являются числами Капрекара.